# Martina Koeppen

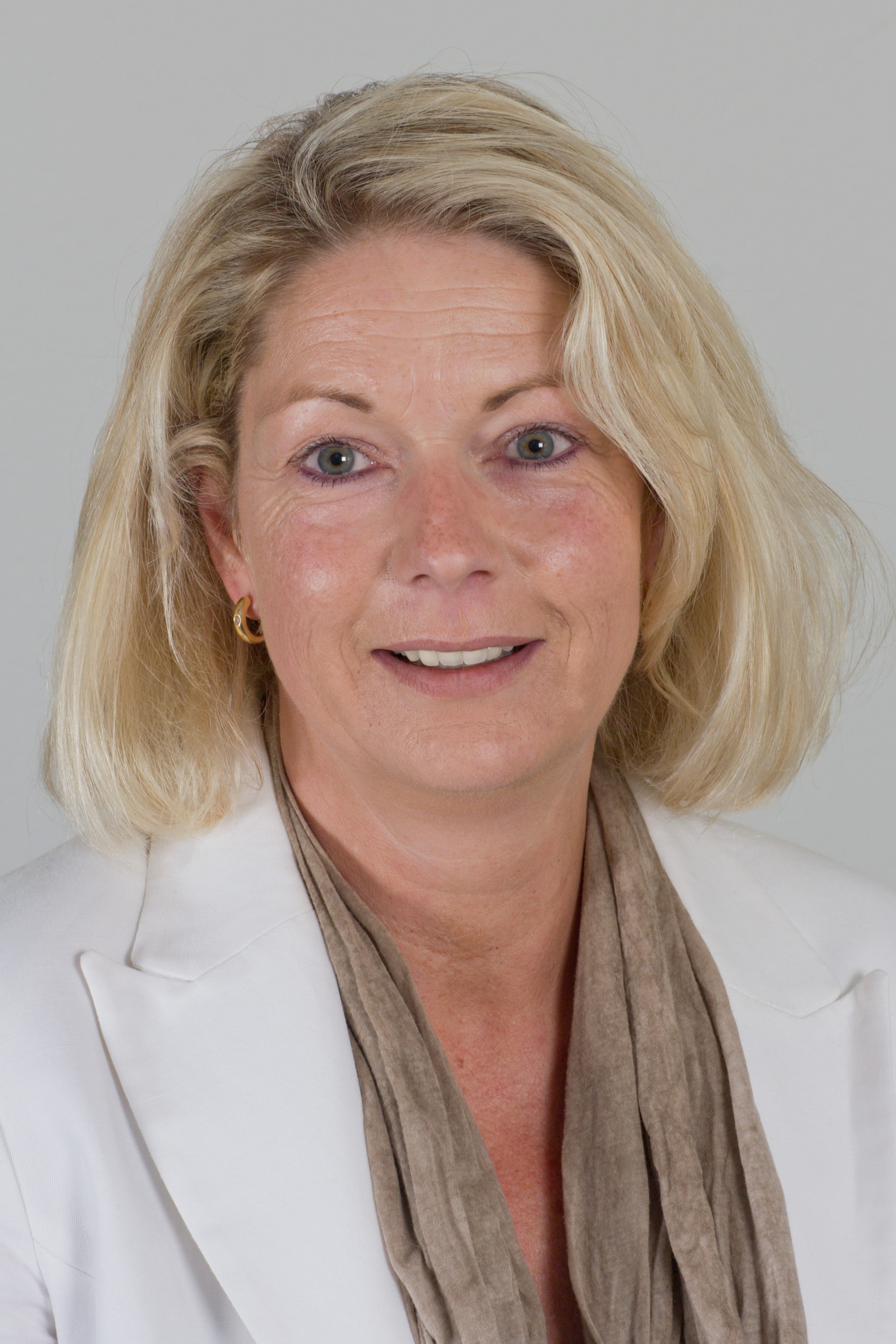
Martina Koeppen (2011)

 Martina Koeppen (* 16. April 1967 in Hamburg) ist eine deutsche Politikerin der SPD und Mitglied der Hamburgischen Bürgerschaft.

## Leben und Beruf
Martina Koeppen absolvierte nach dem Abitur eine Ausbildung als Bauzeichnerin und ein Studium der Architektur. Sie arbeitet freiberuflich als Diplom-Ingenieurin im Hochbau. Neben ihrer parteipolitischen Arbeit ist sie aktives Mitglied im Bürgerverein Eidelstedt und im Förderverein Jugendfeuerwehr FF Eidelstedt. Sie ist geschieden und hat ein Kind.

## Politik
Martina Koeppen ist seit 1996 Mitglied der SPD und seit 2001 Mitglied im Vorstand der SPD Eidelstedt. Sie vertrat ihre Partei von 2001 bis 2008 im Ortsausschuss Stellingen und war bis 2004 Sprecherin und Fraktionsvorsitzende. Von 2004 bis 2008 war sie zudem Mitglied in der Bezirksversammlung Eimsbüttel und saß für die SPD in den Ausschüssen für Stadtplanung, Frauen und Gleichstellung, Gesundheit sowie Umwelt und Grün.
Im Februar 2008 konnte sie bei der Bürgerschaftswahl über den Wahlkreis Stellingen – Eimsbüttel-West als Abgeordnete in die Hamburgische Bürgerschaft einziehen. Im Februar 2011 verteidigte sie nach verkürzter 19. Legislaturperiode ihren Wahlkreis erfolgreich; bei der Bürgerschaftswahl 2015 erneut.
Ab 2008 war Koeppen, nach kurzer Zeit im Eingabenausschuss, Mitglied im Sport- und im Stadtentwicklungsausschuss, ferner Mitglied in der Kommission für Stadtentwicklung. Anfang 2010 wurde sie verkehrspolitische Sprecherin der SPD-Fraktion und war von Mai 2010 bis Februar 2011 Obfrau im Parlamentarischen Untersuchungsausschuss Elbphilharmonie. Ab März 2011 war sie Mitglied im neugegründeten Ausschuss für Verkehr (zuvor ein Teilbereich des Stadtentwicklungsausschusses) und verkehrspolitische Sprecherin der Fraktion. Seit September 2018 ist sie stadtentwicklungspolitische Sprecherin der Fraktion.
Am 23. Februar 2020 gelang Koeppen erneut der Einzug in die Hamburgische Bürgerschaft.